# Zaidu Sanusi
Zaidu Sanusi (Jega, 13 juni 1997) is een Nigeriaans voetballer die doorgaans als linksback speelt. Hij verruilde Santa Clara in augustus 2020 voor FC Porto. Sanusi debuteerde in 2020 in het Nigeriaans voetbalelftal.

## Clubcarrière
Sanusi voetbalde in eigen land voor Jega United tot Gil Vicente hem op negentienjarige leeftijd naar Portugal haalde. Hij zou er nooit in het eerste spelen. Gil Vicente verhuurde hem in januari 2017 voor anderhalf jaar aan SC Mirandela, dat hem daarna transfervrij overnam. Sanusi speelde in 2,5 seizoen 71 wedstrijden voor Mirandela op het derde niveau. Toen hij in juli 2019 transfervrij werd, haalde Santa Clara hem binnen om te zien of hij iets voor de club kon betekenen in de Primeira Liga. Sanusi speelde zich hier in november in de basis en verdween er niet meer uit. Na één seizoen bij Santa Clara tekende Sanusi in augustus 2020 voor vijf jaar bij regerend landskampioen FC Porto. Hiermee won hij vier maanden na zijn komst de eerste prijs in zijn profcarrière, de Supertaça Cândido de Oliveira 2020. Ook debuteerde hij dat jaar in de Champions League. Hij bereikte als basisspeler de kwartfinale met zijn ploeggenoten. Sanusi won in 2021/22 voor het eerst in zijn carrière het landskampioenschap en de nationale beker met FC Porto. Hij moest vanaf dat seizoen wel voor zijn positie concurreren met Wendell.

## Interlandcarrière
Sanusi debuteerde op 9 oktober 2020 in het Nigeriaans voetbalelftal. Bondscoach Gernot Rohr zette hem toen in de basis tijdens een oefenwedstrijd tegen Algerije. Bondscoach Augustine Eguavoen nam Sanusi ruim een jaar later mee naar het Afrikaans kampioenschap 2021, zijn eerste eindtoernooi.

## Erelijst
| Kampioen Primeira Liga        | 1x | 2021/22          |
| Beker van Portugal            | 2x | 2021/22, 2022/23 |
| Taça da Liga                  | 1x | 2022/23          |
| Supertaça Cândido de Oliveira | 2x | 2020, 2022       |